# Panteres Grogues
Panteres Grogues és un club esportiu, nascut el 1994 a Barcelona, referent en visibilitat i promoció dels drets del col·lectiu LGTBIQ+ en l'esport. Va ser el primer club d'aquest tipus en formar-se a Espanya, prenent com a referents clubs d'Alemanya, els Països Baixos o Bèlgica.
El seu objectiu és ofereir un espai segur per al desenvolupament personal a través de l'esport, basat en els principis de respecte i no-discriminació, on no es pretén perseguir la victòria sinó relacionar-se i gaudir de l'esport en un entorn amable i distès. Organitza també activitats culturals, d'oci i de benestar, per exemple, el grup de teatre o la celebració del carnaval. Tot i que l'entitat es dirigeix principalment a les persones LGBTIQ+, és oberta a qualsevol persona que en comparteixi els valors. El setembre de 2022, comptava al voltant de 1.500 membres i vint-i-cinc seccions esportives.

## Història
El club va néixer l'any 1994 quan un grup d'amics que jugaven a voleibol de platja a la Barceloneta van conèixer en Rudy, un noi membre d'un equip de voleibol gai alemany que els va regalar una pilota groga del seu equip.
Des del 2003, Panteres Grogues organitza anualment el Panteresports, el torneig multiesportiu LGTBI+ més gran del sud d’Europa, en el qual hi participen esportistes d'arreu del món. El 2008, inaugurava els Eurogames al Palau Sant Jordi, la major cita esportiva LGBTIQ+ d'Europa, amb una assistència de quinze mil persones i amb més de cinc mil esportistes. Era la primera vegada que l'esdeveniment se celebrava en una ciutat al sud d'Europa. Un any després, la comissió de dones va començar a organitzar l'esdeveniment esportiu no competitiu Donasport, per promocionar l'esport entre les dones i donar a conèixer les diverses seccions de l'entitat. Des del 2009 se celebra cada any durant el mes de març coincidint amb el Dia Internacional de la Dona Treballadora.
Pau Ribes formava part de l'equip mixt de natació sincronitzada del club quan va ser el primer home admès a la selecció espanyola el 2015. Pantres Grogues li va permetre seguir practicant l'esport mentre la federació no admetia homes en aquesta disciplina esportiva. El mateix any que va federar-se, Ribes va participar en el Mundial de Kazán, juntament amb Gemma Mengual, sent el primer home d'Espanya en participar en una competició internacional de natació sincronitzada.
L'Ajuntament de Barcelona i el Futbol Club Barcelona van signar acords amb Panteres Grogues durant el 2022 per col·laborar en el desenvolupament de mesures pel foment de la igualtat i el gaudir dels drets de les persones LGBTIQ+ en l'esport.